# Goyasanum ruficolle
Goyasanum ruficolle là một loài bọ cánh cứng trong họ Cleridae. Loài này được Pic miêu tả khoa học năm 1936.